# Parastacus nicoleti
Parastacus nicoleti är en kräftdjursart som först beskrevs av Philippi 1882.  Parastacus nicoleti ingår i släktet Parastacus och familjen Parastacidae. IUCN kategoriserar arten globalt som otillräckligt studerad. Inga underarter finns listade i Catalogue of Life.